# 電気電子工学科
電気電子工学科（でんきでんしこうがっか、英称: Department of Electrical and Electronic Engineering）は、電気工学と電子工学に関する分野を教育・研究する、大学、高等専門学校および専門学校等の学科のひとつ。

## 電気電子工学科を置く大学・学部
国立
- 北見工業大学 工学部
- 千葉大学 工学部
- 群馬大学 理工学部
- 宇都宮大学 工学部
- 茨城大学 工学部
- 東京大学 工学部
- 東京農工大学 工学部
- 山梨大学 工学部
- 静岡大学 工学部
- 名古屋工業大学 工学部第一部
- 三重大学 工学部
- 福井大学 工学部
- 京都大学 工学部
- 神戸大学 工学部
- 鳥取大学 工学部
- 徳島大学 工学部
- 愛媛大学 工学部
- 山口大学 工学部
- 九州工業大学 工学部
- 佐賀大学 理工学部
- 長崎大学 工学部
- 大分大学 工学部
- 宮崎大学 工学部
- 鹿児島大学 工学部
- 琉球大学 工学部
- 防衛大学校 電気情報学群 本科理工学専攻

公立
- 東京都立大学 システムデザイン学部

私立
- 北海道科学大学 工学部
- 東北学院大学 工学部
- 日本大学 生産工学部
- 日本大学 工学部
- 千葉工業大学 工学部
- 東京電機大学 工学部
- 青山学院大学 理工学部
- 東京工科大学 工学部
- 法政大学 理工学部
- 東海大学 工学部
- 湘南工科大学 工学部
- 静岡理工科大学 理工学部
- 名城大学 理工学部
- 中京大学 工学部
- 大同大学 工学部
- 福井工業大学 工学部
- 関西学院大学 工学部
- 立命館大学 理工学部
- 大阪電気通信大学 工学部
- 摂南大学 理工学部
- 近畿大学 産業理工学部
- 追手門学院大学 理工学部（令和7年4月開設予定）

## 電気電子工学科と類似する名称の学科を置く大学・学部
- 東北大学 工学部 電気情報物理工学科
- 秋田大学 総合環境理工学部 社会システム工学科 電気システムコース（旧理工学部 数理・電気電子情報学科 電気電子工学コース）
- 埼玉大学 工学部 電気電子物理工学科
- 信州大学 工学部 電子情報システム工学科
- 富山大学 工学部 電気電子システム工学科
- 名古屋大学 工学部 電気電子情報工学科
- 岐阜大学 工学部 電気電子・情報工学科
- 島根大学 総合理工学部 機械・電気電子工学科 電気電子工学コース
- 九州大学 工学部 電気情報工学科
- 熊本大学 工学部 情報電気電子工学科
- 東京都立大学 システムデザイン学部 電子情報システム工学科
- 滋賀県立大学 工学部 電子システム工学科
- 大阪公立大学 工学部 電気電子システム工学科
- 八戸工業大学 工学部 電気電子システム学科
- 東洋大学 理工学部 電気電子情報工学科
- 工学院大学 工学部 電気システム工学科
- 日本大学 理工学部 電気工学科、電子工学科
- 日本工業大学 基幹工学部 電気情報工学科（旧電気電子通信工学科）
- 東京電機大学 工学部 電子システム工学科
- 東京都市大学 理工学部 電気電子通信工学科
- 東京理科大学 創域理工学部 電気電子情報工学科
- 東京理科大学 工学部 電気工学科
- 明治大学 理工学部 電気電子生命学科
- 慶應義塾大学 理工学部 電子工学科
- 中央大学 理工学部 電気電子情報工学科
- 神奈川大学 工学部 電気電子情報工学科
- 神奈川工科大学 工学部 電気電子情報工学科
- 金沢工業大学 工学部 電気エネルギーシステム工学科、電子情報システム工学科
- 関西学院大学 工学部 電気電子応用工学課程
- 関西大学 システム理工学部 電気電子情報工学科
- 大阪工業大学 工学部 電気電子システム工学科
- 大阪工業大学 工学部 電子情報システム工学科
- 近畿大学 理工学部 電気電子通信工学科
- 東海大学 基盤工学部 電気電子情報工学科
- 岡山理科大学 工学部 電気電子システム学科
- 山陽小野田市立山口東京理科大学 工学部 電気工学科

## 電気電子工学を専攻できる大学・学科・専攻
- 室蘭工業大学 理工学部 創造工学科 電気電子工学コース
- 岩手大学 理工学部 理工学科 電気電子・情報通信コース（旧理工学部 システム創成工学科 電気電子通信コース）
- 山形大学 工学部 情報･エレクトロニクス学科 電気電子通信コース
- 山形大学 工学部 システム創成工学科
- 千葉大学 工学部 総合工学科 電気電子工学コース
- 東京科学大学 工学院 電気電子系
- 横浜国立大学 理工学部 数物・電子情報系学科
- 新潟大学 工学部 工学科 情報電子分野 電子情報通信プログラム
- 豊橋技術科学大学 工学部 電気・電子情報工学系
- 長岡技術科学大学 工学部 電気系 電気電子情報工学課程
- 金沢大学 理工学域 電子情報学類 電気電子コース
- 岡山大学 工学部 電気通信系学科 電気電子工学コース
- 島根大学 総合理工学部 総合理工学科 先端ものづくり分野（電⼦物理⼯学⼈材養成履修モデル、半導体応⽤システム⼈材養成履修モデル、機械電気⼈材養成履修モデルを用意）
- 東北工業大学 工学部 電気電子工学課程
- 足利大学 工学部 工学科 機械・電気工学系 電気電子コース
- 芝浦工業大学 工学部 電気電子工学課程
- 早稲田大学 先進理工学部 電気・情報生命工学科
- 東京電機大学 理工学部 理工学科 電子情報・生体医工学系
- 国士舘大学 理工学部 理工学科 電子情報学系
- 東京工芸大学 工学部 工学科 総合工学系 電気電子コース
- 関東学院大学 理工学部 理工学科 電気学系 電気・電子コース
- 愛知工業大学 工学部 電気学科 電気工学専攻
- 大和大学 理工学部 理工学科 電気電子工学専攻
- 西日本工業大学 工学部 総合システム工学科 電気電子工学系
- 長崎総合科学大学 工学部 工学科 電気電子工学コース

## 短期大学
- 産業技術短期大学

## 電気・電子系の学科を置く高等専門学校
2023年4月現在の一覧。複合系の学科のコース等も含む。
国立
- 函館工業高等専門学校  生産システム工学科 電気電子コース
- 苫小牧工業高等専門学校 創造工学科 電気電子系
- 釧路工業高等専門学校 創造工学科 エレクトロニクスコース
- 旭川工業高等専門学校 電気情報工学科
- 八戸工業高等専門学校 産業システム工学科 電気情報工学コース
- 一関工業高等専門学校 未来創造工学科 電気・電子系
- 仙台高等専門学校 総合工学科 I類 知能エレクトロニクスコース
- 秋田工業高等専門学校 創造システム工学科 電気・電子・情報系
- 鶴岡工業高等専門学校 創造工学科 電気・電子コース
- 福島工業高等専門学校 電気電子システム工学科
- 茨城工業高等専門学校 国際創造工学科 電気・電子系
- 小山工業高等専門学校 電気電子創造工学科
- 群馬工業高等専門学校 電子メディア工学科
- 木更津工業高等専門学校 電気電子工学科、電子制御工学科
- 東京工業高等専門学校 電気工学科、電子工学科
- 長岡工業高等専門学校 電気電子システム工学科、電子制御工学科
- 富山工業高等専門学校 電気制御システム工学科
- 石川工業高等専門学校 電気工学科
- 福井工業高等専門学校 電気電子工学科
- 長野工業高等専門学校 工学科 情報エレクトロニクス系 電気コース
- 岐阜工業高等専門学校 電気情報工学科、電子制御工学科
- 沼津工業高等専門学校 電気電子工学科、電子制御工学科
- 豊田工業高等専門学校 電気・電子システム工学科
- 鈴鹿工業高等専門学校 電気電子工学科
- 舞鶴工業高等専門学校 電気情報工学科、電子制御工学科
- 明石工業高等専門学校 電気情報工学科
- 奈良工業高等専門学校 電気工学科、電子制御工学科
- 和歌山工業高等専門学校 電気情報工学科
- 米子工業高等専門学校 総合工学科 電気電子コース
- 松江工業高等専門学校 電気工学科、電子制御工学科
- 津山工業高等専門学校 総合理工学科 電気電子システム系
- 広島商船高等専門学校 電子制御工学科
- 呉工業高等専門学校 電気情報工学科
- 宇部工業高等専門学校 電気工学科
- 大島商船高等専門学校 電子機械工学科
- 阿南工業高等専門学校 創造技術工学科 電気コース
- 香川高等専門学校 電気情報工学科、機械電子工学科、電子システム工学科
- 新居浜工業高等専門学校 電気情報工学科、電子制御工学科
- 弓削商船高等専門学校 電子機械工学科
- 久留米工業高等専門学校 電気電子工学科
- 北九州工業高等専門学校 生産デザイン工学科 電気電子コース
- 佐世保工業高等専門学校 電気電子工学科、電子制御工学科
- 大分工業高等専門学校 電気電子工学科
- 都城工業高等専門学校 電気情報工学科
- 鹿児島工業高等専門学校 電気電子工学科、電子制御工学科

公立
- 東京都立産業技術高等専門学校 ものづくり工学科 電気電子工学コース
- 神戸市立工業高等専門学校 電気工学科、電子工学科

私立
- サレジオ工業高等専門学校 電気工学科
- 近畿大学工業高等専門学校 総合システム工学科 電気電子コース